# Harrison (Dakota del Sur)
Harrison es un lugar designado por el censo ubicado en el condado de Douglas en el estado estadounidense de Dakota del Sur. En el Censo de 2010 tenía una población de 52 habitantes y una densidad poblacional de 185,9 personas por km².

## Geografía
Harrison se encuentra ubicado en las coordenadas 43°25′52″N 98°31′36″O / 43.43111, -98.52667. Según la Oficina del Censo de los Estados Unidos, Harrison tiene una superficie total de 0.28 km², de la cual 0.28 km² corresponden a tierra firme y (0%) 0 km² es agua.

## Demografía
Según el censo de 2010, había 52 personas residiendo en Harrison. La densidad de población era de 185,9 hab./km². De los 52 habitantes, Harrison estaba compuesto por el 98.08% blancos, el 0% eran afroamericanos, el 0% eran amerindios, el 0% eran asiáticos, el 0% eran isleños del Pacífico, el 0% eran de otras razas y el 1.92% pertenecían a dos o más razas. Del total de la población el 0% eran hispanos o latinos de cualquier raza.